# Montflorit
Montflorit és un barri del municipi de Cerdanyola del Vallès característic per estar contingut entre plana i muntanya. Montflorit està compost bàsicament d'habitatges unifamiliars a quatre vents així com finques de pisos baixos a la zona del Passeig dels Pollancres. També conté un dels poblats ibers més importants de la comarca del Vallès Occidental: el poblat ibèric de Ca n'Oliver. Es diu -sense que s'hagi pogut demostrar mai- que el nom del barri el va posar l'escriptora Caterina Albert, més coneguda com a Víctor Català.
A Montflorit es concentren força habitatges d'arquitectura modernista, sobretot a la zona de plana, datades de finals del segle xix i principis del xx, com la casa Soms o la casa Riera. Aquestes cases foren les que van començar a donar forma al barri, que s'uní mitjançant una comunitat de propietaris fundada l'any 1919 (actualment l'Associació de Veïns i Amics de Montflorit) a l'actual Casino de Montflorit. Aquest casino ha estat obra durant els anys 2006 i 2007 d'una remodelació important així com de la piscina del barri, ubicada dins el recinte del casino.
El Poblat ibèric de Ca n'Oliver se situa a la part de muntanya del barri al Turó de Ca n'Oliver, al Carrer de València, en una situació privilegiada pel que fa a la vista sobre la plana del Vallès. Tot i que fou habitat entre els segles VI-I aC, el poblat visqué el seu moment àlgid a finals del segle iii aC. El poblat i el Museu de Ca n'Oliver, construït a l'espai d'una antiga pedrera, es poden visitar des de 2010.